# ФК Кембриџ јунајтед
Фудбалски клуб Кембриџ јунајтед је професионални фудбалски клуб смештен у граду Кембриџ, грофовија Кембриџшир, Енглеска. Тренутно наступа у другој лиги, четвртом рангу енглеског фудбала.
Клуб је основан 1912. године. Најбољи пласман у Фудбалској лиги је остварио у сезони 1991-92. када је зеузео пето место у друге дивизије. Такође је освајао Трећу и Четврту дивизију. У сезонама 1989-90. и 199091. је играо четвртину финала ФА купа, док је у сезони 2013-14. освојио ФА трофеј.
Надимак клуба је Јунајтед. Традиционалне боје су црна и жута. Од 1932. године домаће утакмице игра на стадиону Опатија.